# SMS Moltke (1910)
Pour les autres navires du même nom, voir SMS Moltke.
Le SMS Moltke est un croiseur de bataille construit pour la Marine Impériale allemande (Kaiserliche Marine), et baptisé en honneur du Generalfeldmarschall Comte von Moltke, chef de l'État-Major général de l'armée prussienne, puis du Grand État-Major impérial, de 1857 à 1888.
Le SMS Goeben était son sister-ship, et l'autre unité de la classe Moltke. Ces deux bâtiments sont un peu plus puissants que le premier « grand croiseur », le SMS Von der Tann, construit pour affronter les croiseurs de bataille britanniques. Le SMS Moltke effectua la totalité de son service, pendant la Première Guerre mondiale, dans les eaux de la Mer du Nord ou de la Mer Baltique. Il a été sabordé, avec quatre autres « grands croiseurs », à Scapa Flow, le 21 juin 1919.

## Caractéristiques
Par rapport au SMS Von der Tann, mis en service précédemment, les « grands croiseurs » allemands SMS Moltke et Goeben étaient légèrement plus grands, plus rapides et mieux armés. Ils portaient des canons de 280 millimètres, d'un modèle plus puissant, avec une longueur de canon de 50 calibres, au lieu de 45, ce qui leur donnait une portée un peu supérieure à celle du SMS Von der Tann, bien que celui-ci eût un angle maximal d'élévation des canons d'artillerie principale de 20° au lieu de 16° sur le SMS Moltke. Ils portaient à l'arrière deux tourelles doubles axiales, au lieu d'une. Leur gaillard d'avant était plus haut d'un pont. Leur protection était un peu supérieure, avec une ceinture blindée de 270 mm, au lieu de 250 mm.
Déplaçant plus de 25 000 tonnes, avec vingt-quatre chaudières au lieu de dix huit alimentant deux groupes de turbines, développant 52 000 ch, leur vitesse maximale s'en trouvait accrue d'un nœud.
Ils étaient moins rapides, moins puissants, et avaient un déplacement moindre que les croiseurs de bataille britanniques dont ils étaient contemporains, la classe Lion, mais conformément au concept retenu par la Marine Impériale allemande, pour ses « grands croiseurs », qui devaient pouvoir être incorporés dans la ligne de bataille des cuirassés, l'épaisseur de la ceinture blindée, à hauteur des soutes d'artillerie principale et des machines, se trouvait portée à 270 mm soit une épaisseur de 120 mm supérieure à celle de la classe Indefatigable et 50 mm supérieure à la classe Lion.

## Historique
Mis sur cale aux chantiers Blohm & Voss de Hambourg le 17 septembre 1908, lancé le 7 avril 1910, le SMS Moltke est armé le 30 août 1911. À sa mise en service, le SMS Moltke a été le navire amiral des forces de reconnaissance de la flotte allemande. Portant la marque de l'amiral Paschwitz il conduit une division de croiseurs, dans une visite officielle aux États-Unis, en juin 1912.

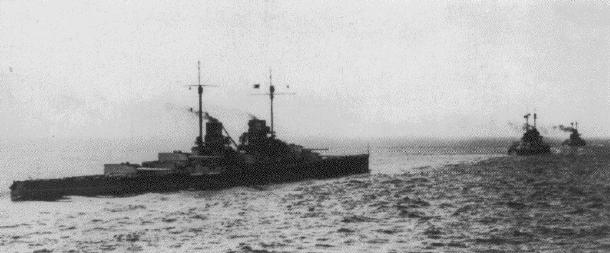
En ligne de file au Dogger Bank, le SMS Seydlitz conduit le Moltke et le Derfflinger

Au sein du 1er groupe de reconnaissance (I. Aufklärungsgruppe), commandé à partir de 1913 par le contre-amiral (plus tard vice-amiral) Hipper, il a participé aux opérations de cette unité de la Hochseeflotte, pendant la Première Guerre mondiale, notamment aux bombardements de villes anglaises de la côte Est de la mer du Nord, et à la bataille du Dogger Bank, sans encaisser un coup.
Pendant une opération dans le golfe de Riga, le 18 août 1915, il fut torpillé par le sous-marin britannique HMS E1.
À la bataille du Jutland, sous le commandement du kapitän sur See Johannes von Karpf, le SMS Moltke était l'avant-dernier de la ligne des croiseurs de bataille allemands. Comme les cibles principales des Britanniques ont été les bâtiments de tête, les SMS Lützow d'abord, et Derfflinger ensuite, ou le bâtiment de queue, le SMS Von der Tann, il ne reçut que quatre ou cinq obus de gros calibre, ce qui en fit le croiseur de bataille allemand le moins touché au cours de cette journée. Lorsque le vice-amiral Hipper fut obligé d'abandonner le SMS Lutzöw, très gravement avarié, il transféra sa marque sur le SMS Moltke, vers 22 h le 31 mai 1916.
Le bâtiment participa à la sortie du 19 août 1916, quand la Hochseeflotte appareilla pour aller bombarder Sunderland, ce à quoi le vice-amiral Scheer renonça finalement. Il fut présent à la seconde bataille de Héligoland, mais n'engagea pas de grands bâtiments britanniques.
En participant à une opération contre les convois alliés, au large de la Scandinavie, en avril 1918, il eut une grave avarie de machines, perdit une hélice qui entraîna des dégâts sérieux et dut être pris en remorque par le cuirassé SMS Oldenburg. Réussissant à repartir par ses propres moyens, il fut alors torpillé par le sous-marin britannique HMS E42.
En 1918, le SMS Moltke a été interné à Scapa Flow, avec les navires les plus puissants et les plus modernes de la Hochseeflotte, en application de l'armistice du 11 novembre 1918. Leurs équipes de gardiennage allemandes ont sabordé ces bâtiments, aux ordres de l'amiral von Reuter, le 21 juin 1919, quelques jours avant la signature du Traité de Versailles, pour éviter de les voir tomber définitivement aux mains des Britanniques et de leurs alliés. L'épave du SMS Moltke a été renflouée en 1927, et démolie à Rosyth en 1929.

## Commandants
- Septembre 1911 à janvier 1913 : Kapitän zur See Ernst von Mann Edler von Tiechler (de)
- Janvier 1913 à janvier 1916 : Kapitän zur See Magnus von Levetzow
- Janvier à septembre 1916 : Kapitän zur See Johannes von Karpf
- Septembre 1916 à décembre 1918 : Kapitän zur See Hans Gygas (de)
- Mai à septembre 1918 : Korvettenkapitän Hans Humann et Korvettenkapitän Schirmacher (provisoire)
- Décembre 1918 à juin 1919 : Kapitänleutnant Wilhelm Crelinger